# Epiphragma bicinctiferum
Epiphragma bicinctiferum är en tvåvingeart som beskrevs av Alexander 1935. Epiphragma bicinctiferum ingår i släktet Epiphragma och familjen småharkrankar. Inga underarter finns listade i Catalogue of Life.